# Copsychus saularis
El shama oriental (Copsychus saularis) es una especie de ave paseriforme de la familia Muscicapidae propia de la región indomalaya. Es el ave nacional de Bangladés.

## Distribución y hábitat
Se distribuye por casi todo el subcontinente indio, incluida Ceilán, la mayor parte del sudeste asiático y el sur de China, llegando a las islas de Sumatra, Borneo, Java y Bali, además de islas menores circundantes. Se encuentra en gran variedad de bosques tropicales y subtropicales y zonas arbustivas, y también son aves comunes en los huertos urbanos y cultivos. Son especialmente conocidas por sus canciones y han sido populares como aves de jaula. 

## Subespecies
Se reconocen varias subespecies:

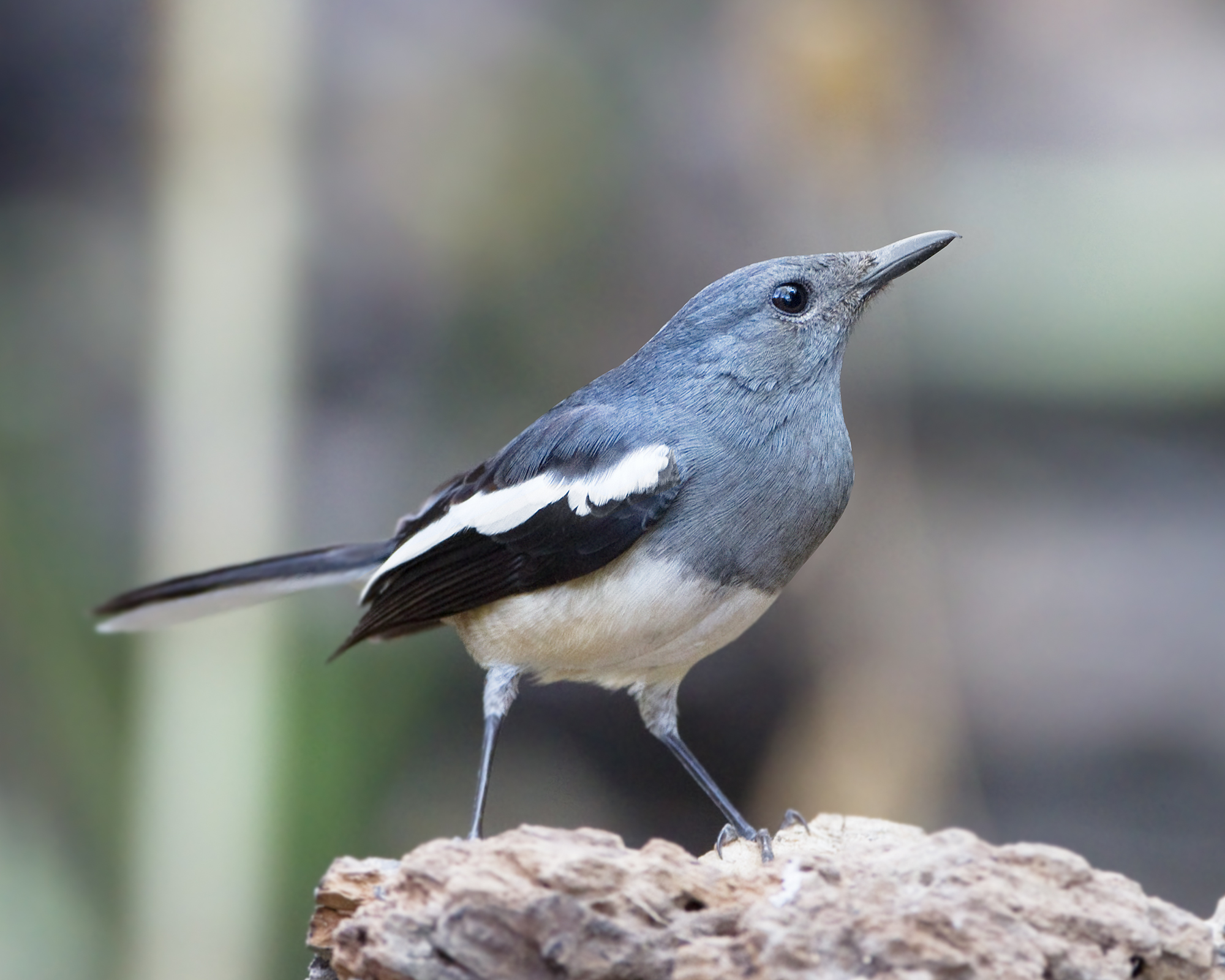
Hembra en Tailandia.

- Copsychus saularis adamsi (Elliot, 1890)
- Copsychus saularis amoenus (Horsfield, 1821)
- Copsychus saularis andamanensis (Hume, 1874)
- Copsychus saularis ceylonensis (P. L. Sclater, 1861)
- Copsychus saularis erimelas (Oberholser, 1923)
- Copsychus saularis masculus (Ripley, 1943)
- Copsychus saularis musicus (Raffles, 1822)
- Copsychus saularis nesiarchus (Oberholser, 1923)
- Copsychus saularis pagiensis (Richmond, 1902)
- Copsychus saularis pluto (Bonaparte, 1850)
- Copsychus saularis prosthopellus (Oberholser, 1923)
- Copsychus saularis saularis (Linnaeus, 1758)
- Copsychus saularis zacnecus (Oberholser, 1912)

### Otras fuentes
- Mehrotra, P. N. 1982. Morphophysiology of the cloacal protuberance in the male Copsychus saularis (L.) (Aves, Passeriformes). Science and Culture 48:244–246.